# Maison natale de Bob Marley
Pour les articles homonymes, voir Maison (homonymie) et Bob Marley (homonymie).
La maison natale de Bob Marley (Bob Marley birthplace in Nine Mile, en anglais) est la maison familiale-musée-mausolée  du village de Nine Miles de la paroisse de Saint Ann en Jamaïque dans la mer des Caraïbes, où la légende jamaïcaine du reggae et de la musique jamaïcaine Bob Marley (1945-1981) naît le 6 février 1945, passe les douze premières années de son enfance, trouve l'inspiration de nombreuses chansons de son répertoire, et revient régulièrement y séjourner durant sa vie, avant d'y reposer avec sa mère Mama Marley, depuis sa disparition du 11 mai 1981 à Miami, à l'age de 36 ans, après voir vendu plus de 200 millions de disques dans le monde entier.

## Historique
Bob Marley naît le 6 février 1945 dans la ferme familiale, plantation de café, de cacao, et de banane, de son grand-père maternel à Rhoden Hall, au pied de la colline de Nine Miles, de la région montagneuse de la paroisse de Saint Ann, proche de Blue Mountains. Norval Sinclair Marley, son père d'origine anglaise, né en Jamaïque, est officier de la Royal Navy de l'Empire britannique, puis surintendant de plantations jamaïcaines, et sa mère Cedella Booker est chanteuse de reggae et écrivaine afro-caribéenne (connue sous le nom de Mama Marley).

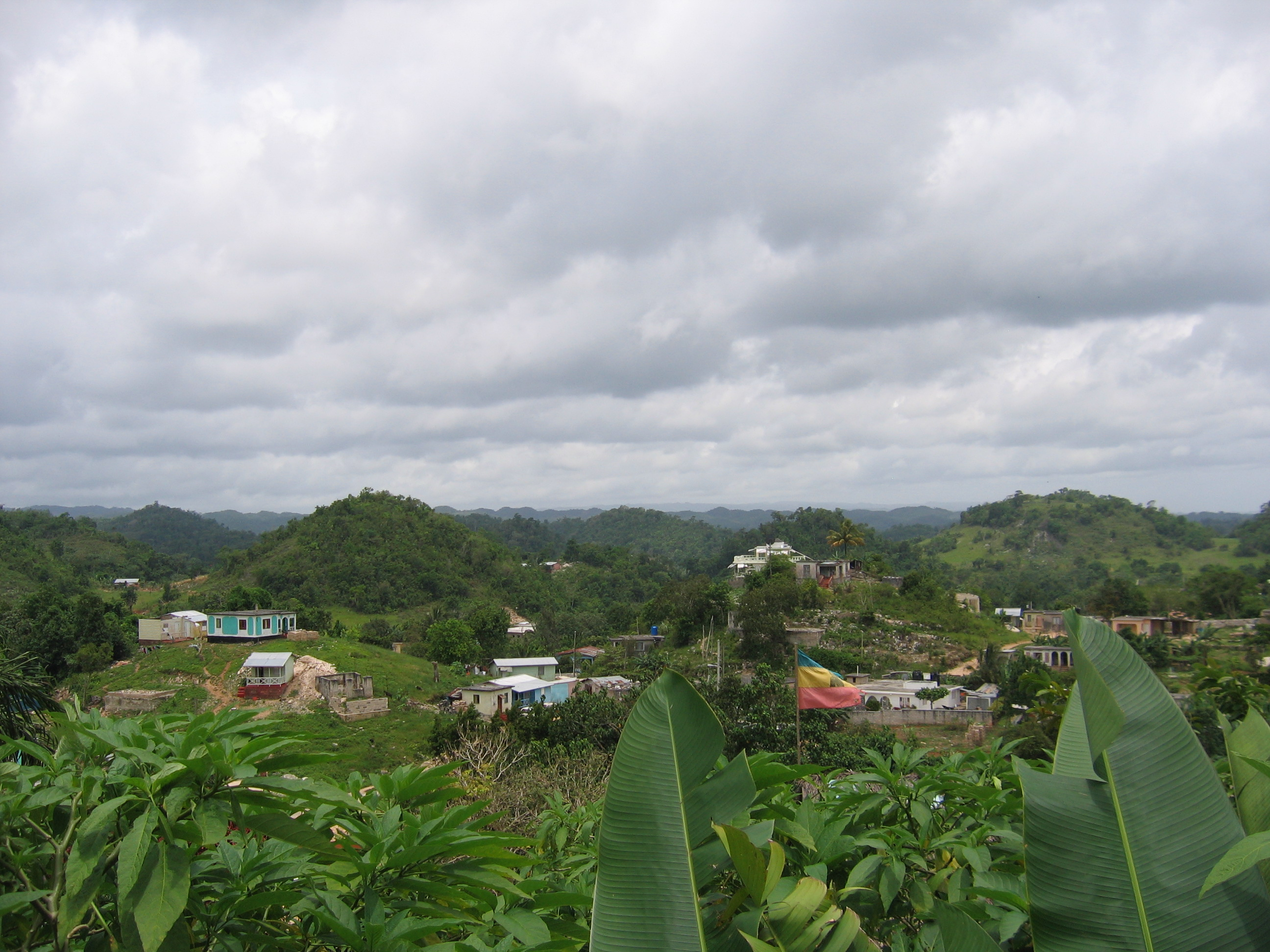
Paysages de Nine Miles
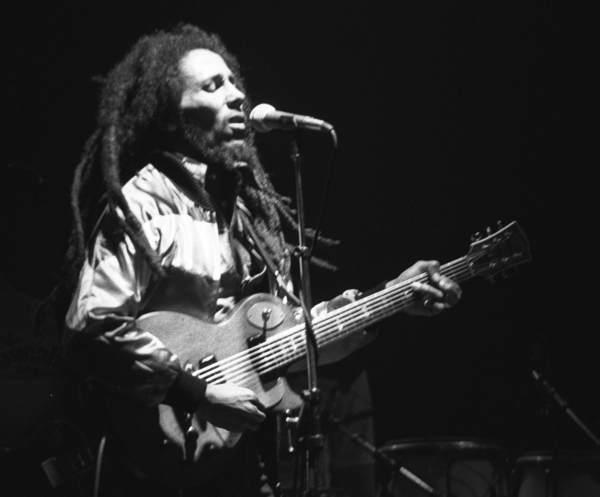
Bob Marley en 1980
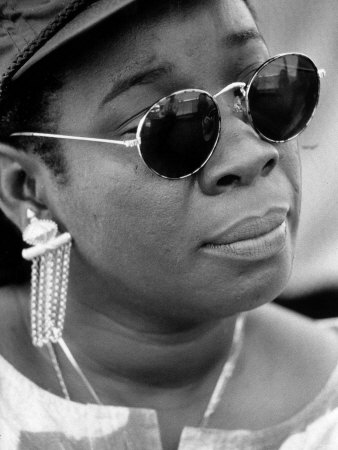
Rita Marley, son épouse
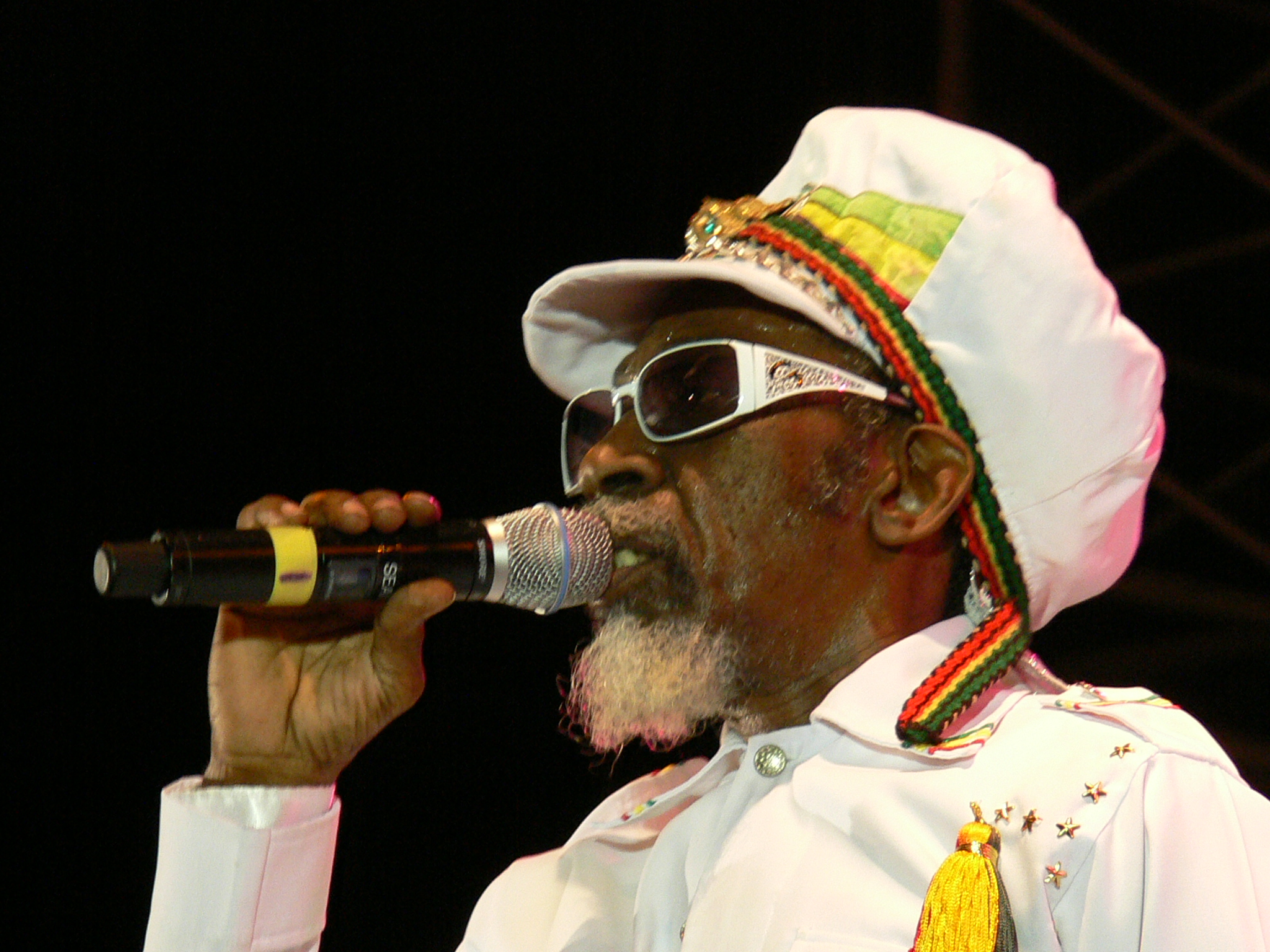
Bunny Wailer, son demi frère en 2008

En 1957, âgé de 12 ans, il quitte la campagne de Nine Mile avec sa mère, pour le ghetto de Trenchtown de Kingston, capitale de la Jamaïque. Veuve en 1955, sa mère épouse Taddeus Livingston de Nine Miles (père de Bunny Wailer, ami d'enfance de Bob Marley, puis demi frère, avec qui il forme son groupe The Wailers avec Peter Tosh en 1963).

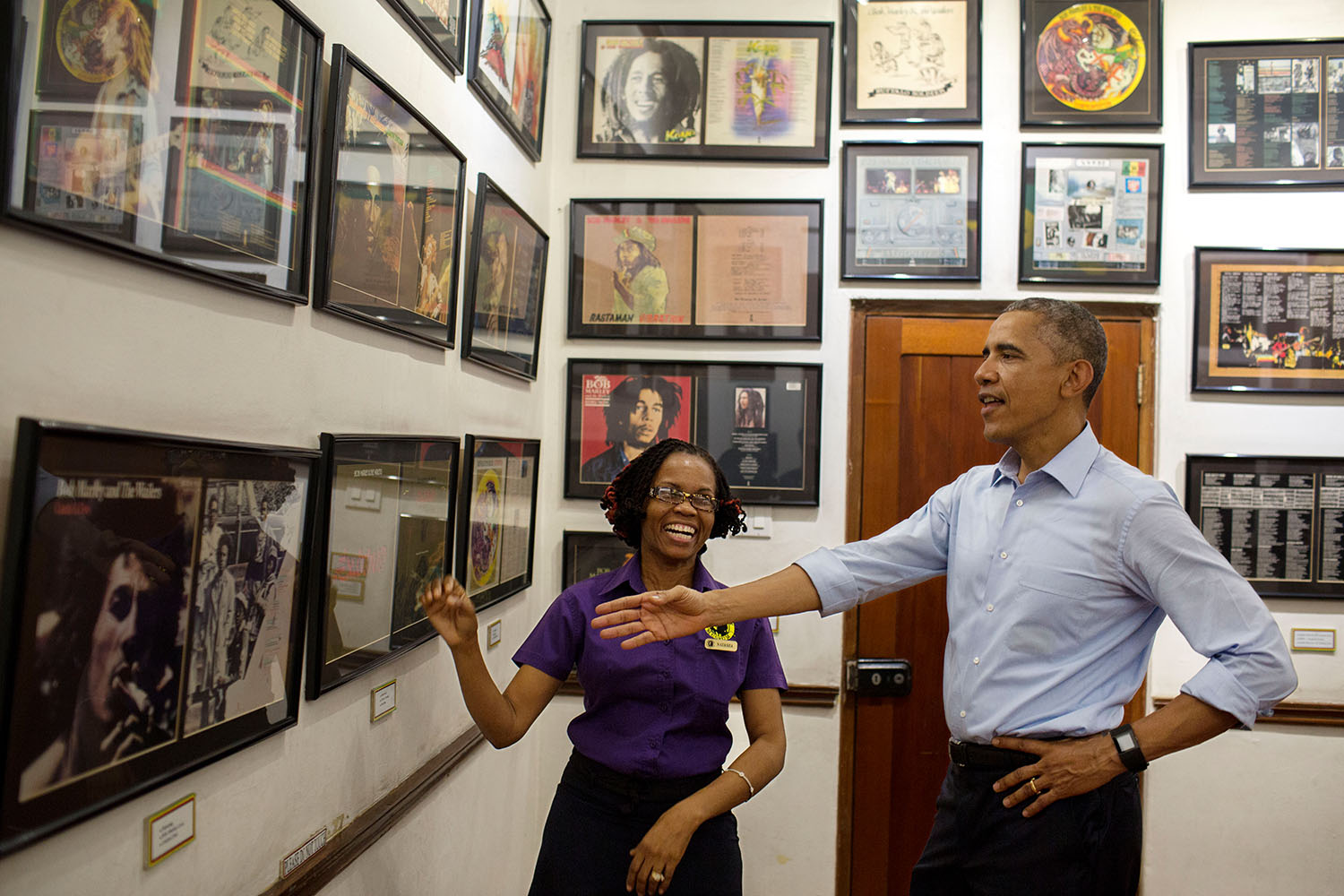
Le président Barack Obama au musée Bob Marley de Kingston en 2015

Il quitte l'école à 14 ans, pour commencer sa carrière de musique jamaïcaine avec son ami d'enfance et demi frère Bunny Wailer.
En 1970 il fonde avec son groupe The Wailers, son propre studio d'enregistrement Tuff Gong Studio du 56 Hope Road de Kingston (à 90 km au sud-est de Nine Mile) lieu de sa résidence principale jamaïcaine, ou il réside avec son épouse Rita Marley (du groupe I Threes) jusqu’à sa disparition en 1981, (devenu depuis musée Bob Marley). Durant toute sa vie de tournée mondiale, il va se ressourcer et méditer régulièrement à Nine Mile, lorsqu'il est en Jamaïque. Il y trouve l'inspiration pour de nombreuses chansons de son répertoire. Alors qu'il désir finir sa vie en Jamaïque, trop faible pour le voyage, il disparaît en pleine tournée le 11 mai 1981 à l’hôpital Cedars of Lebanon de Miami, à l'age de 36 ans, d'un cancer généralisé. Il repose depuis le 21 mai suivant (après des funérailles nationales à Kingston) dans le mausolée de la chapelle édifié à côté de sa maison de naissance de Nine Miles, avec une Bible, sa guitare Gibson rouge, une branche de marijuana, et une bague personnellement offerte par le dernier empereur d’Éthiopie Haïlé Sélassié Ier lors de sa visite en Jamaïque.

## Musée mausolée
Sa maison de naissance est habitée par sa mère Cedella Booker (Mama Marley, 1926-2008) jusqu'à sa disparition en 2008, puis gérée depuis par sa veuve héritière Rita Marley et ses héritiers. Elle est aménagée en musée Bob Marley, avec décor et meubles d'origines reconstitués, de nombreux souvenirs de la star internationale, sa chambre à coucher et son lit, ses vêtements et costumes préférés, de nombreux disques d'or et de platine du monde entier, de nombreuses photos et vidéos, son jardin, le « One Love Café », et une boutique de souvenirs...

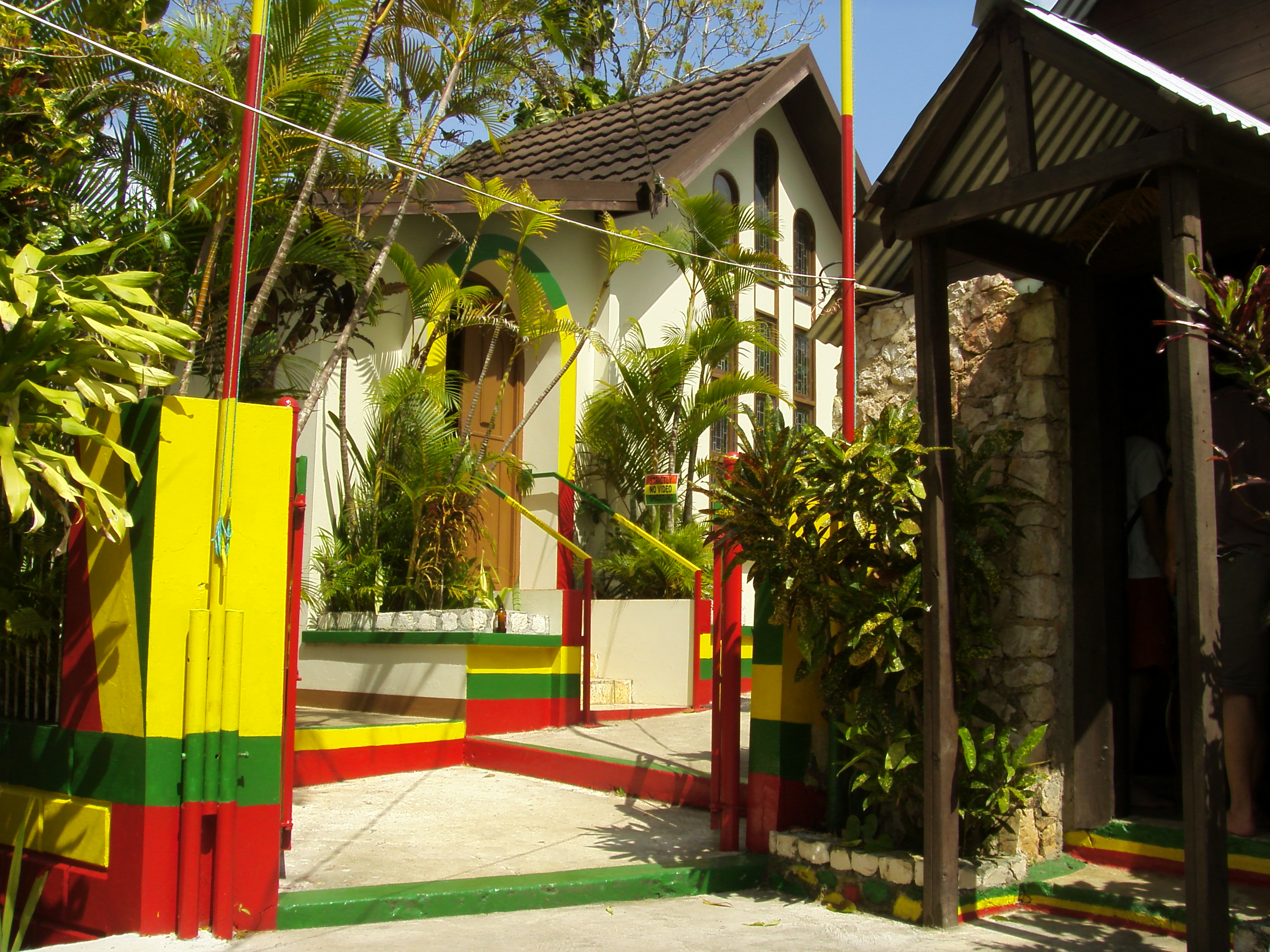
Maison (à droite) et chapelle mausolée (au font)
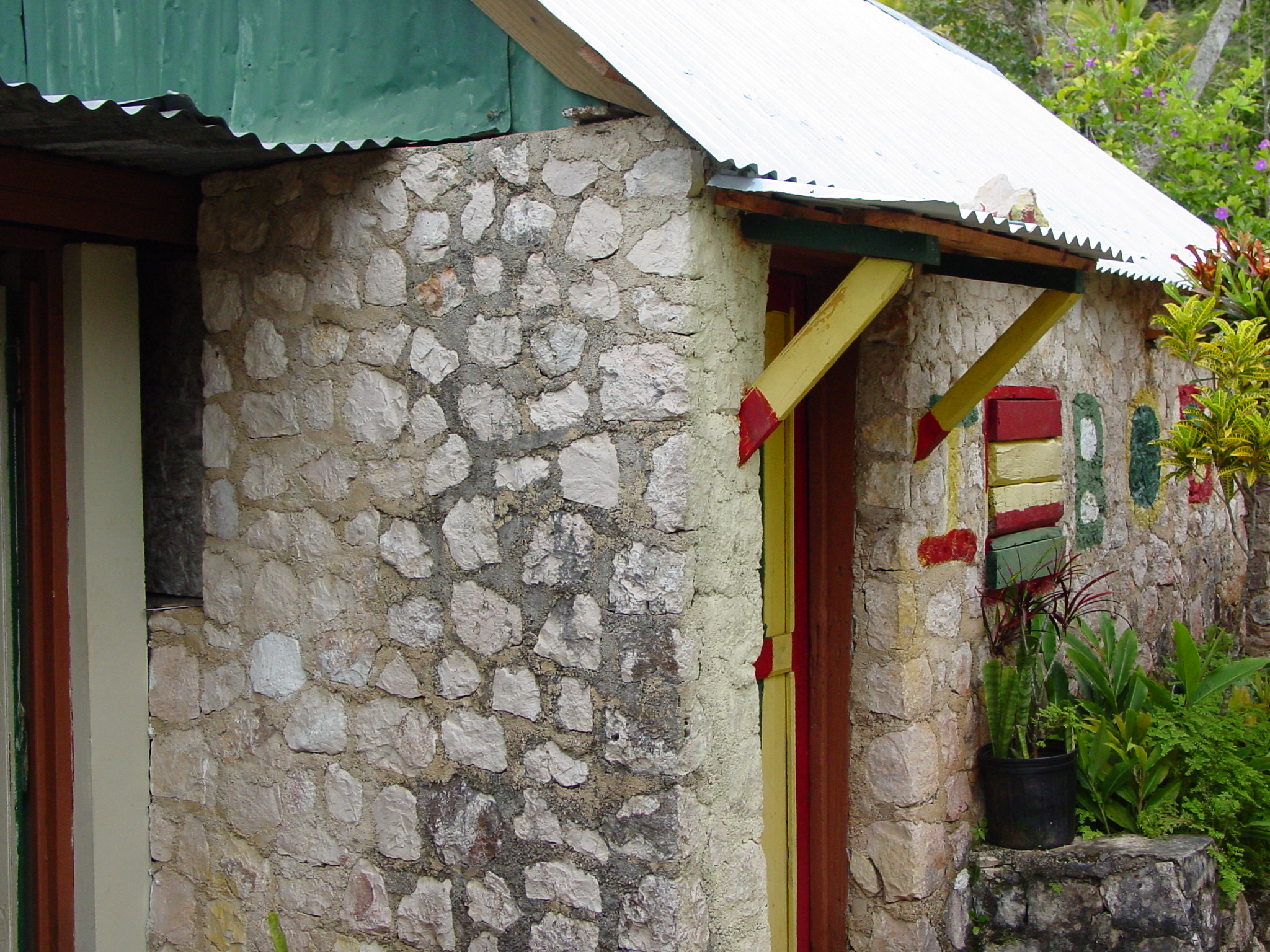
Entrée de la maison
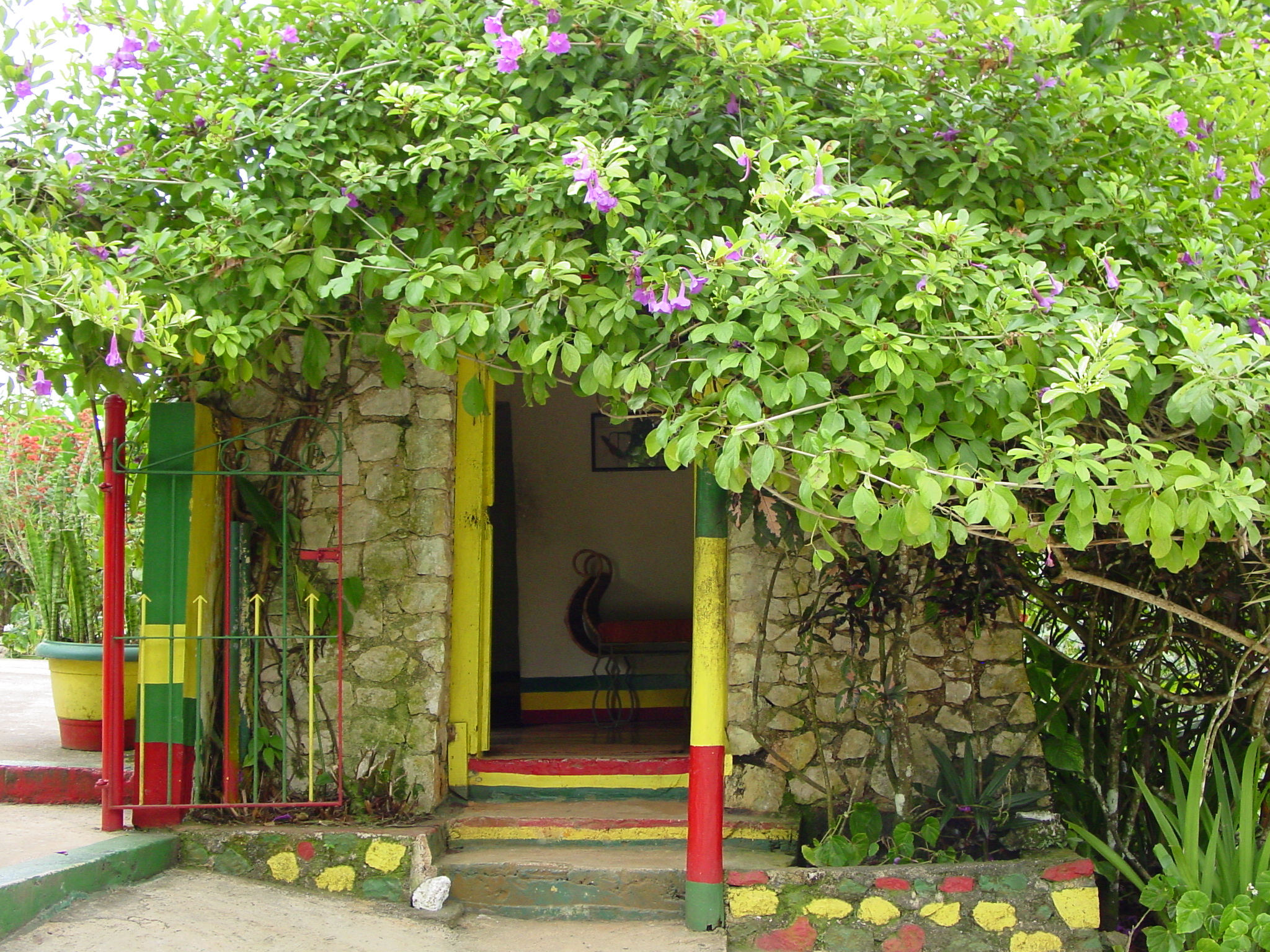
Entrée de la maison
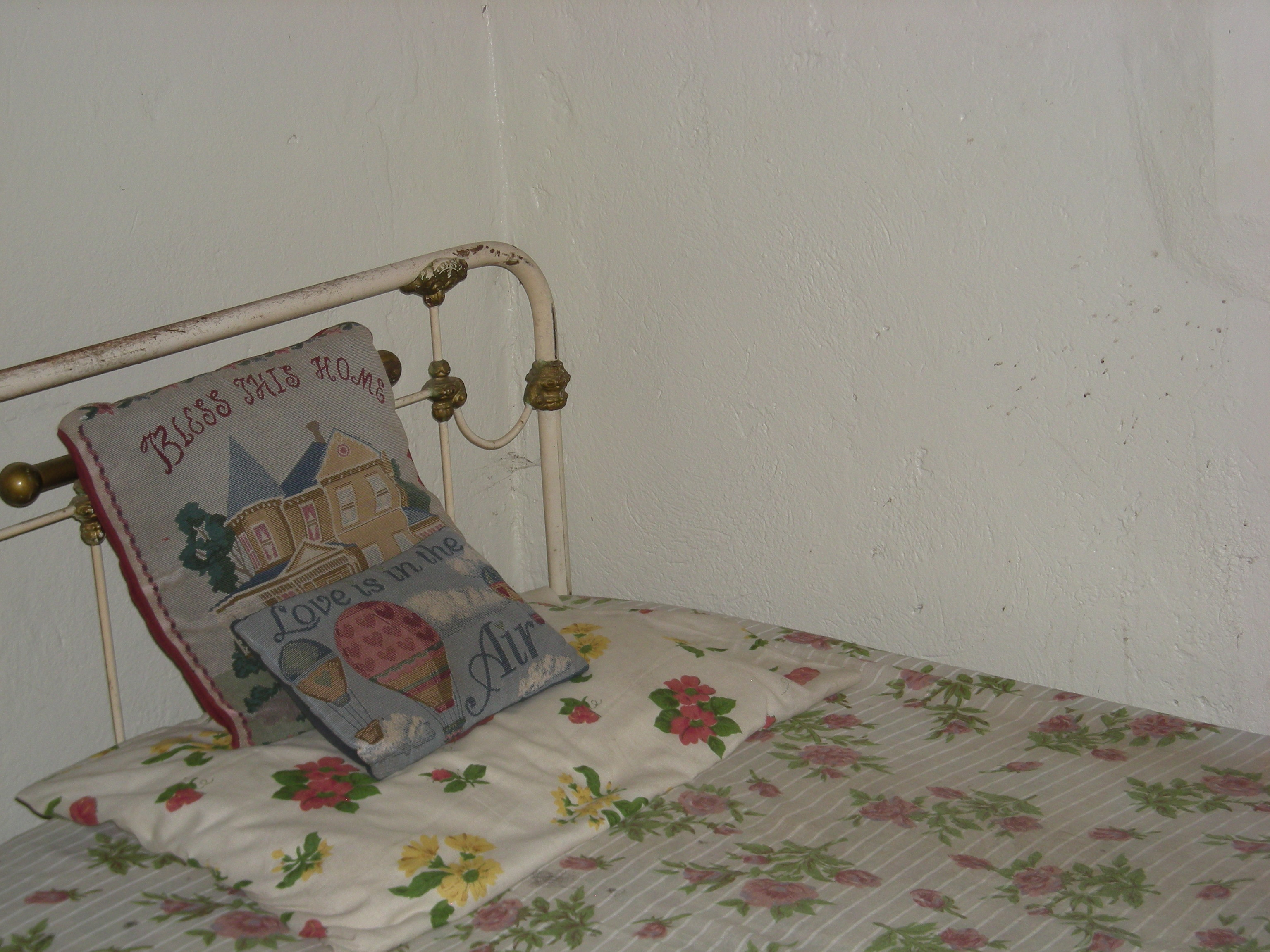
Chambre et lit de Bob Marley
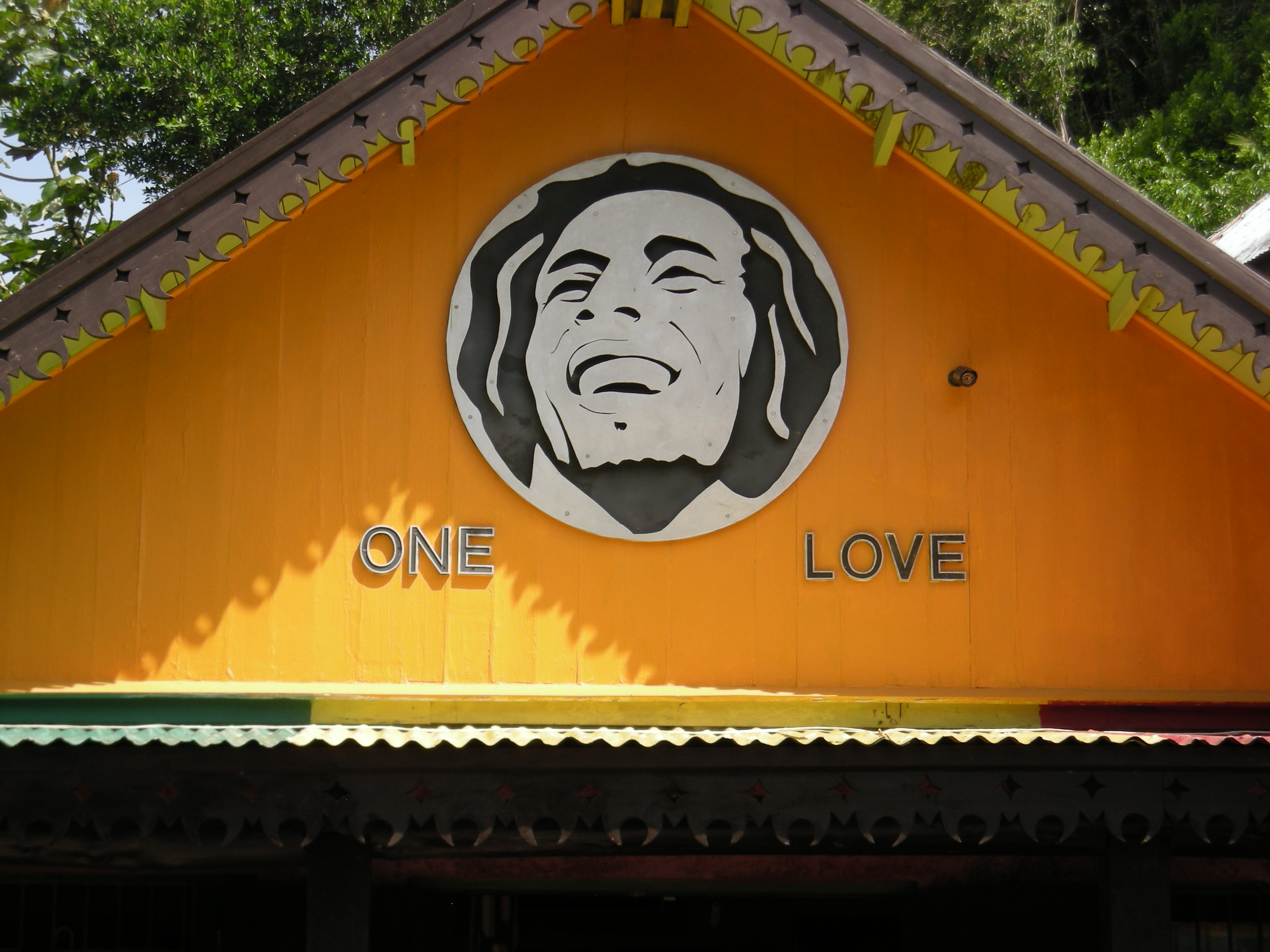
Fronton du « One Love café »
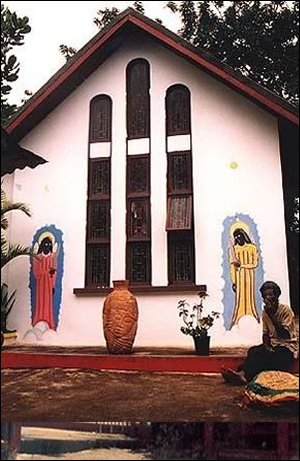
Chapelle mausolée

Deux mausolées sont édifiés sur la propriété : celui de Bob Marley (devenu depuis haut lieu de pèlerinage international pour ses fans) et celui de sa mère Cedella Booker (Mama Marley, 1926-2008) qui vécut ici jusqu’à sa mort, ainsi que des sépultures de membres de sa famille.

## Cinéma
- 2012 : Marley, documentaire américano-britannique de Kevin Macdonald, sur la vie de Bob Marley[7].